# چاناد گمشی
چاناد گِمِشی (مجاری: Csanád Gémesi؛ زادهٔ ۱۳ نوامبر ۱۹۸۶) شمشیرباز اهل مجارستان است.